# Zygmunt Puławski
Zygmunt Puławski (Lublin, 1901. október 24. – Varsó, 1931. március 21.) lengyel mérnök, repülőgéptervező. Kivételes tehetségének köszönhetően a két világháború közötti időszak lengyel repülésének egyik meghatározó alakja volt. A Varsói Repülőklub aktív tagjaként rendszeresen repült.

## Élete
Kereskedelmi iskolában tanult, amelyet 1920-ban végzett el. Még az év nyarán a lengyel–szovjet háború alatt önkéntesként csatlakozott a lengyel hadsereg cserkész zászlóaljához, ősszel pedig elkezdte tanulmányait a Varsói Műszaki Egyetemen. Az egyetemi gépészklub repülő csoportjának tagjaként vitorlázó repülőgépeket tervezett. Egyik repülőgépének tervével elnyerte a hadügyminisztérium díját. 1925-ben mérnöki diplomát kapott, majd szakmai gyakorlatra Franciaországba ment a Breguet repülőgépgyárba. Hazatérése után a lengyel légierő kötelékébe lépett és elvégezte a bydgoszczi repülőiskolát. 1927-től a varsói Központi Repülőműhely  (később PZL) főkonstruktőre volt.
A PZL-nél kezdte el a teljesen fémépítésű, felsőszárnyas kialakítású vadászrepülőgépek tervezését.  Az első típus, a PZL P.1 1929-ben készült el, két prototípusát építették meg. Ennél a repülőgépnél alkalmazta először Puławski a gépeire jellemző tört sirály-szárnyat (ezt a kialakítást Puławski-szárnynak is nevezik). A konstrukció újdonsága közé tartozott a törzsben elhelyezett rugóstag is, ezáltal csökkentve a légellenállást. A P.1 a világ első teljesen fémépítésű gépei közé tartozott. Az első felszállását 1929-ben végrehajtó gép sorozatgyártására végül nem került sor, mert a következő, csillagmotorral felszerelt P.6 típus ígéretesebbnek tűnt. A PZL P.6-tal 1930-ban sikeres bemutató repüléseket hajtottak végre Franciaországban és az Egyesült Államokban is. A P.6 azonban prototípus szintjén maradt, a továbbfejlesztésével kialakított PZL P.7-ből viszont 150 darabot gyártottak a lengyel légierő részére. 1930–1931 fordulóján Puławski elkészült következő gépének, a P.8-nak a terveivel, amelybe a korábbi típusokkal ellentétben a csillagmotor helyett soros motort akart építeni. A lengyel kormány azonban a hazai motorgyártáshoz két csillagmotor – a Bristol Jupiter és Mercury motorok – gyártási jogát vásárolta meg, így a P.8-ból csak egy prototípus készült el. Helyette Puławski visszatért a P.6-hoz, és ennek továbbfejlesztésével elkezdte legsikeresebb vadászrepülőgép-típusának, a PZL P.11-nek a tervezését. A gép első repülését azonban már nem érhette meg. 1931. március 21-én a varsói repülőtéren az általa tervezett PZL.12 amfíbiával felszállás közben lezuhant és életét vesztette.  Puławski halála után a P.11 tervezését Wsiewołod Jakimiuk fejezte be. A P.11 lett a második világháború előtti időszakban a lengyel légierő alapvető vadászrepülőgép-típusa. Puławski korai halála miatt azonban a sikeres vadászrepülőgép-sorozat fejlesztése elakadt. A P sorozaton alapult az első repülését 1933-ban végrehajtó PZL P.24, amelyet azonban csak exportra gyártottak.

## Puławski által tervezett repülőgépek
- PZL P.1 – 2 db prototípus, 1929
- PZL P.2 – terv, nem épült meg, 1930
- PZL P.6 – prototípus, 1930
- PZL P.7 – sorozatgyártású vadászrepülőgép, 1930–1932
- PZL P.8 – prototípus, 1931
- PZL P.9 – prototípus, 1931
- PZL P.10 – prototípus, 1931
- PZL P.11 – sorozatgyártású vadászrepülőgép, 1931–1934
- PZL.12 – repülő csónak (prototípus), 1931